# Lausitz (Bad Liebenwerda)
Lausitz ist ein Ortsteil der Stadt Bad Liebenwerda im Landkreis Elbe-Elster in Brandenburg und liegt vier Kilometer westlich der Stadt. Lausitz besitzt etwa 300 Einwohner.

## Geschichte

Lausitz auf einer geschichtlichen Karte des Kreises Liebenwerda (1910).

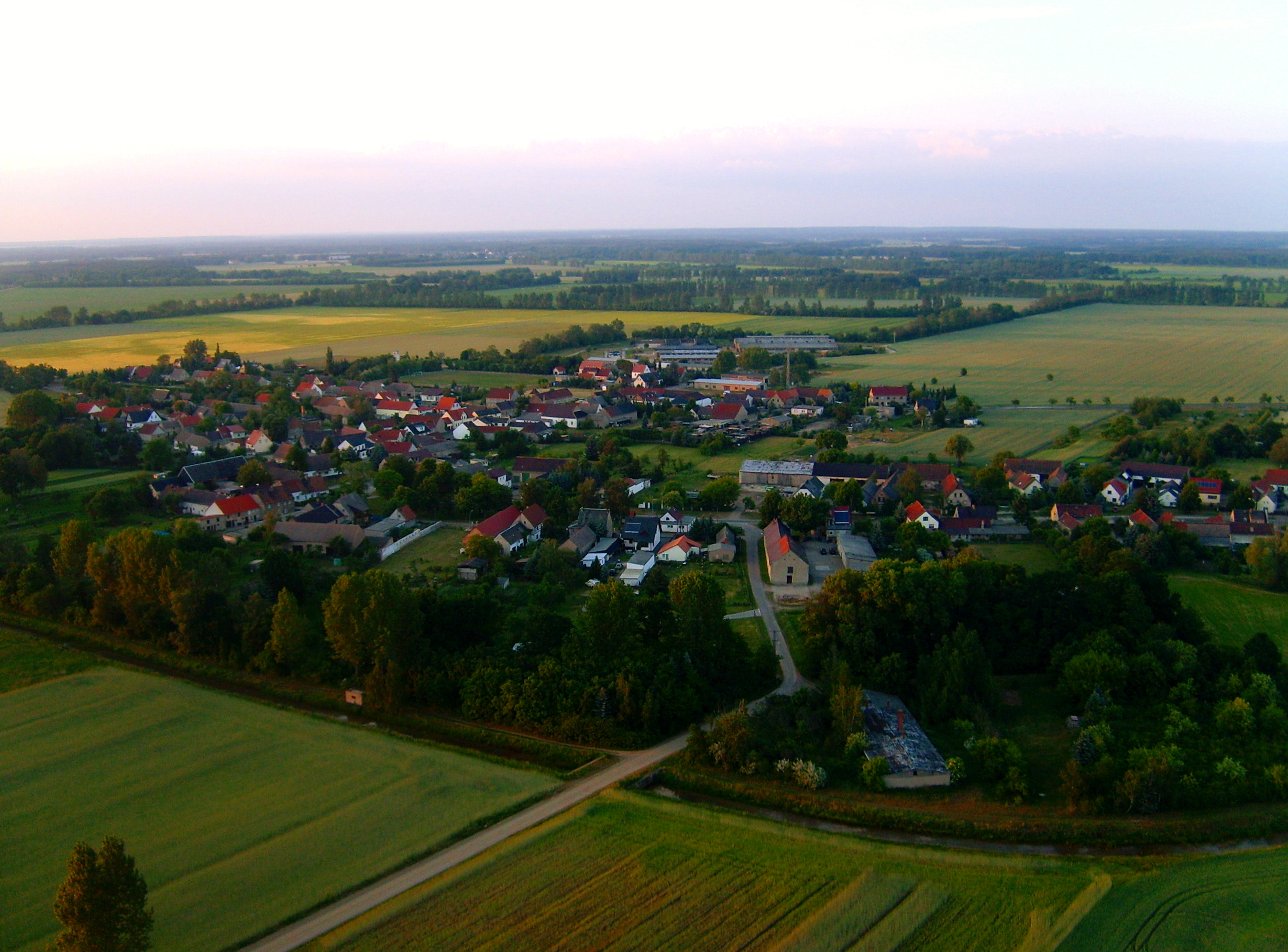
Lausitz bei Bad Liebenwerda

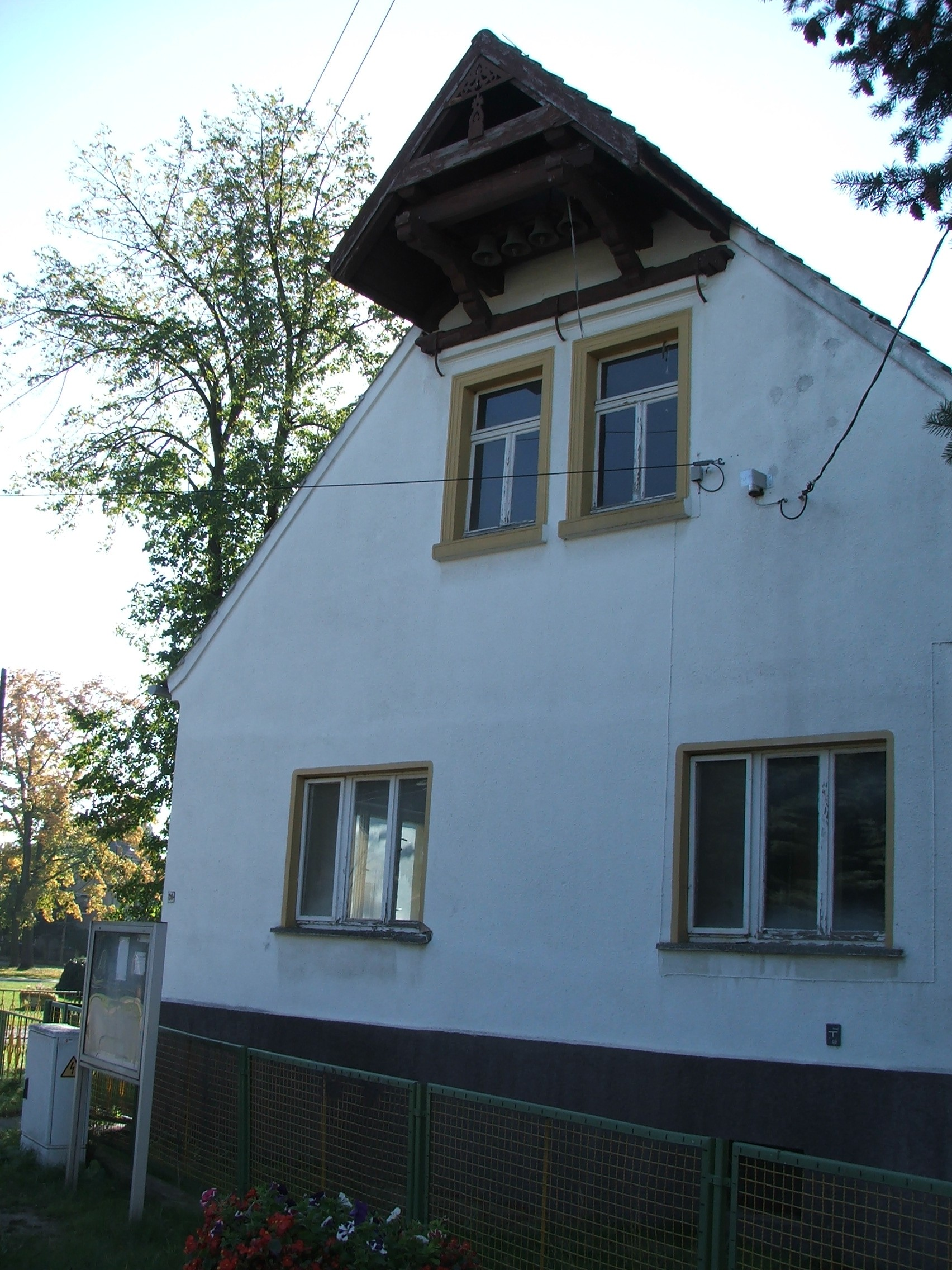
Die alte Schule

1197 wurde Lausitz urkundlich erstmals als Lusiz erwähnt. Der Ortsname Lausitz von Łužica bedeutet so viel wie Niederung, Sumpfland oder auch Bach in der Niederung.
1243 schenkten die Grafen Botho und Otto von Ileburg dem Kloster Mühlberg zwei Holzhufen in der Nähe des Ortes. 1391 zahlten die Bewohner des Ortes die Abgaben an die Kirche und Schlosskapelle von Liebenwerda. 1422 wurde Lusicz Leibgedinge der auf der Burg in Liebenwerda ansässigen Herzogin Offka. 1533 wurden im Dorf eine Kapelle und 369 Einwohner erwähnt. 1583 und 1589 kam es zu schweren Bränden. Der Ort wurde dabei bis auf zwei Häuser sowie vier Scheunen fast vollständig vernichtet.
Im Dreißigjährigen Krieg folgten weitere Brände. So hieß es 1637, dass es von 30 Höfen nur noch sieben Häuser gab. Von den ehemals 30 Familien lebten noch elf.
1701 wurde ein Schulmeister erwähnt. 1725 wurde zwischen Lausitz und Liebenwerda Raseneisenstein abgebaut und im Lauch bei Bockwitz zu Eisen verarbeitet.
1835 hatte Lausitz 37 Wohnhäuser mit 252 Einwohnern, 54 Pferden, 324 Rindern, 5 Ziegen und 57 Schweinen. 1844 erhielt die Gemeinde die Erlaubnis, eine eigene Schule zu errichten. 1913 erfolgte die Elektrifizierung des Ortes. Die Freiwillige Feuerwehr Lausitz wurde 1933 gegründet und sorgt seitdem für den Brandschutz und die allgemeine Hilfe insbesondere auf Ortsebene.
1945 wurden die Glocken der Schule Opfer des Zweiten Weltkrieges, aber später durch vier Schiffsglocken ersetzt. Die alte Schule ist mit ihren vier Glocken im Giebel einmalig für diese Gegend.
1952 erfolgte die Gründung der LPG Helmut Just und 1973 der kooperativen Abteilung Landwirtschaft. 1974 war der Bau des Glockenturms und 1989 erfolgte die Übergabe des neuen Gemeindehauses. Am 6. Dezember 1993 wurde Lausitz in die Stadt Bad Liebenwerda eingemeindet. Bis dahin gehörte es zum Landkreis Bad Liebenwerda.

### Einwohnerentwicklung
| 1875 | 300 |  | 1946 | 507 |  | 1989 | 364 |  | 1995 | 340 |  | 2001 | 327 |  | 2007 | 308 |
| 1890 | 330 |  | 1950 | 508 |  | 1990 | 368 |  | 1996 | 336 |  | 2002 | 326 |  | 2008 | 308 |
| 1910 | 350 |  | 1964 | 452 |  | 1991 | 369 |  | 1997 | 331 |  | 2003 | 329 |  | 2009 | 296 |
| 1925 | 367 |  | 1971 | 445 |  | 1992 | 356 |  | 1998 | 329 |  | 2004 | 338 |  | 2010 | 293 |
| 1933 | 371 |  | 1981 | 395 |  | 1993 | 358 |  | 1999 | 330 |  | 2005 | 327 |  | 2011 | 279 |
| 1939 | 367 |  | 1985 | 380 |  | 1994 | 345 |  | 2000 | 333 |  | 2006 | 311 |  | 2012 | 284 |

## Persönlichkeiten
- Carl Koch (* 16. September 1826 in Lausitz; † 11. September 1862 in Trebnitz), Jurist und Politiker
- Eduard Rüffer (* 27. Dezember 1835 in Lausitz; † 18. November 1878 in Prag) war ein deutscher Schriftsteller, der in deutscher, französischer und tschechischer Sprache schrieb.